# Jüdischer Friedhof (Byšice)
Koordinaten: 50° 18′ 40,5″ N, 14° 36′ 46,3″ O

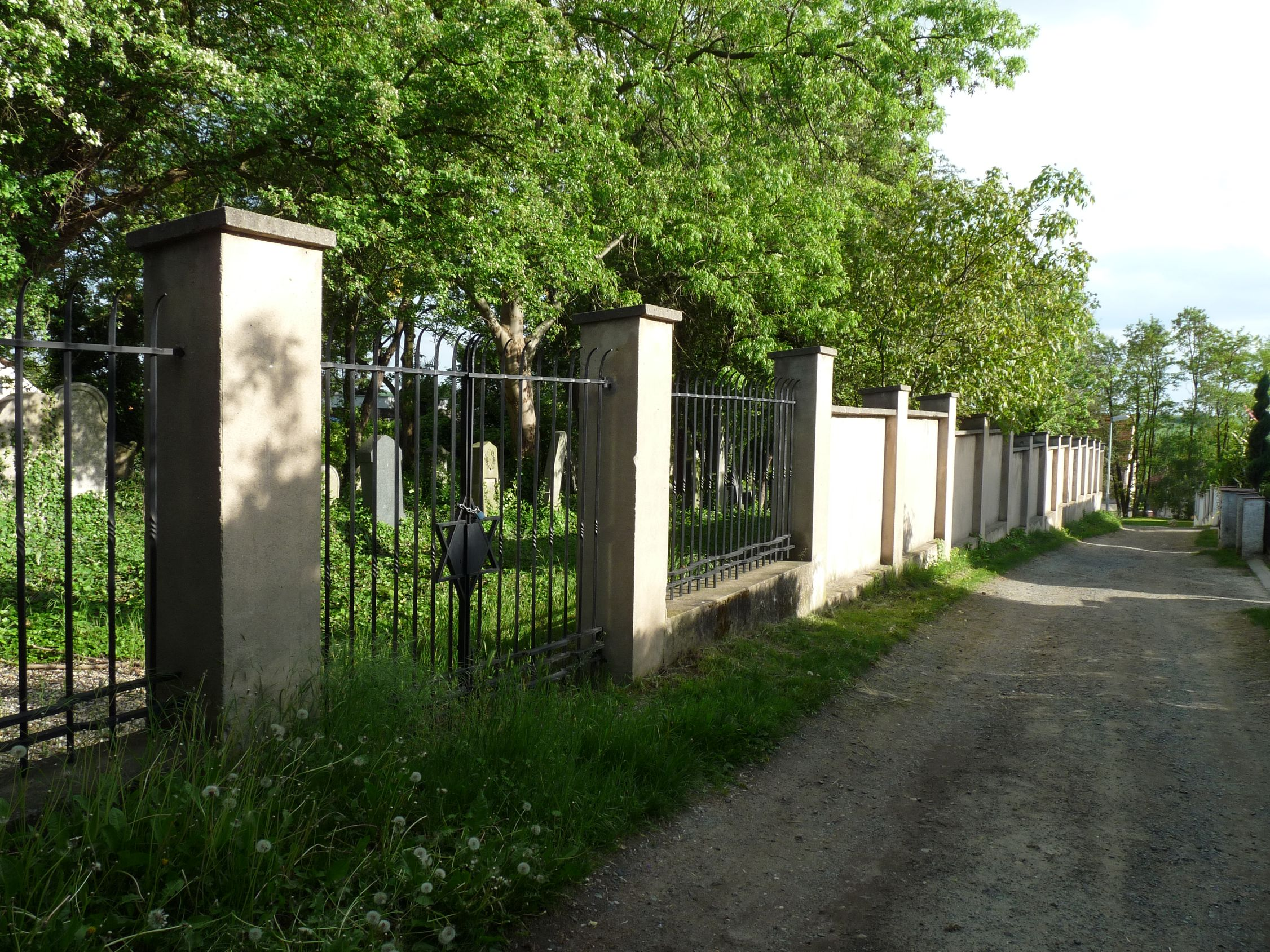
Eingang zum jüdischen Friedhof in Bosyně

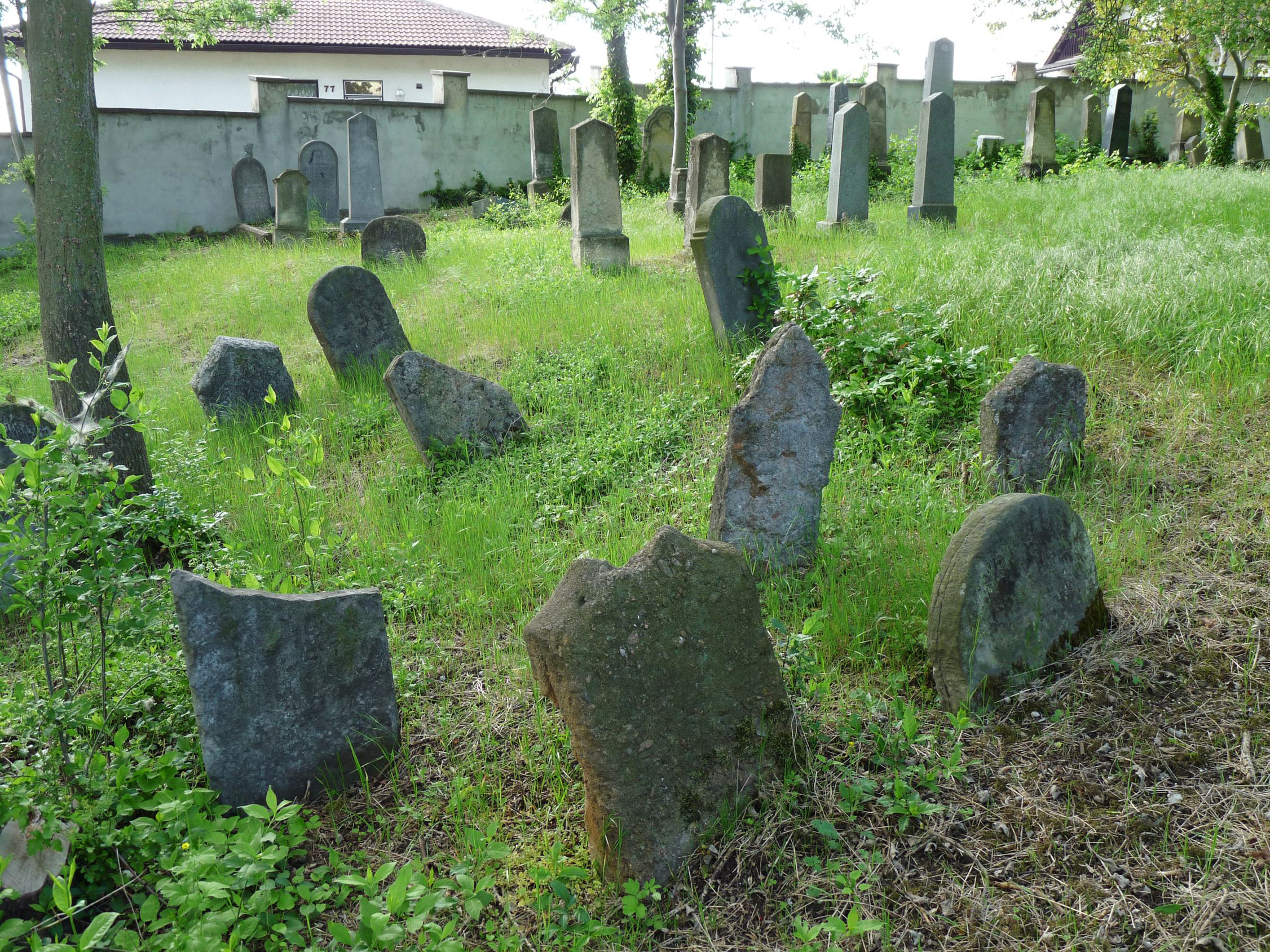
Ansicht des Friedhofs

Der Jüdische Friedhof in Byšice, einer tschechischen Gemeinde im Okres Mělník in der Mittelböhmischen Region, wurde vermutlich im 18. Jahrhundert angelegt. Der jüdische Friedhof inmitten des Dorfes ist seit 1988 ein geschütztes Kulturdenkmal.
Auf dem 1633 Quadratmeter großen Friedhof sind heute nur noch wenige Grabsteine erhalten.